# یون جایو
این یک نام کره‌ای است؛ نام خانوادگی یون است.
یون جایو (کره‌ای: 연자유; هانجا: 淵子遊) مانگنیجی (نخست‌وزیر) امپراتوری گوگوریو در روزهای  رو به زوال گوگوریو بود. او پدربزرگ یون گه‌سومون ژنرال نخبه و ته‌مانگنیجی گوگوریو پیش از فروپاشی آن بود. یون جایو پدر یون ته‌جو، پدر (یون گه‌سومون) و مانگنیجی پس از جایو بود. سوابق تاریخی تاریخ زندگی یا اقدامات او را به عنوان مانگنیجی ارائه نمی‌کنند.

## پیش‌زمینه
اطلاعات زیادی در مورد پیشینه تاریخی «یون جایو» در دست نیست جز اینکه گفته می‌شود جد او «در آب به دنیا آمده است». مورخان کوشش کرده‌اند این متن را ترجمه کنند و ثابت کرده‌اند که جد «یون جایو» ممکن است در دریا یا نزدیک رودخانه به دنیا آمده باشد. آشکار است که خانواده او در گوگوریو بسیار قدرتمند بودند و برای تعداد نامعلومی از نسل‌ها رهبری استان شرقی امپراتوری گوگوریو را بر عهده داشتند.

## میراث
پس از درگذشت یون جایو، پسر ارشدش یون ته‌جو جانشین او شد و در سمت‌های «مانگنیجی» و «ته‌ترو» در استان شرقی امپراتوری گوگوریو قرار گرفت. پس از مرگ یون ته‌جو، پسر ارشد او یون گه‌سومون از سمت های قانونی خود توسط سایر اشراف گوگوریو رد شد و مجبور شد کودتایی انجام دهد که در آن زمان پادشاه یونگ‌نیو را سرنگون کرد. یون گه‌سومون نخستین ته مانگنیجی در تاریخ گوگوریو شد. پس از مرگ یون گه‌سومون، پسرانش با مبارزات میان یکدیگر پادشاهی را از هم جدا کردند. با این کار، گوگوریو سرانجام درسال ۶۶۸ میلادی به دست دودمان تانگ سرنگون شد. سپس از یون جایو در سنگ‌نوشته‌های نوه‌های او یون نامسنگ و یون نامگون یاد شد.

## نام‌خانوادگی
سنگ‌نوشته یون نامسنگ و یون نامگون نام خانوادگی یون جایو را به عنوان «چون» یاد می‌کنند. شناخته شده است که این کار مورخان تانگ است که نام خانوادگی «یون» را به «چون» تغییر دادند زیرا نام گائوزو یوان بود، که تلفظی مشابه نام خانوادگی «یون» داشت.

## جستار‌های وابسته
- سه پادشاهی کره
- امپراتوری گوگوریو
- یون ته‌جو
- یون گه‌سومون

| پیشین: نامشخص    | ته‌ترو استان غربی گوگوریو ؟ ~ ؟ | پسین: یون ته‌جو |
| پیشین: چانگ جوری | نخست‌وزیر گوگوریو ؟ ~ ؟         | پسین: یون ته‌جو |